# Puchar Europy Mistrzów Klubowych (1957/1958)
W sezonie 1957/1958 rozegrano trzecią edycję Pucharu Europy Mistrzów Klubowych, którego kontynuacją jest dzisiejsza Liga Mistrzów UEFA. W turnieju wystąpiły dwadzieścia cztery drużyny. Mecz finałowy rozegrany 28 maja 1958 na Stadionie Heysel zakończył się zwycięstwem Realu Madryt nad AC Milan 3:2. 6 lutego 1958 doszło na lotnisku w Monachium do katastrofy samolotu z zawodnikami Manchesteru United, wracającymi z meczu ze Crveną Zvezdą. Ośmiu z nich zginęło.

## Runda wstępna
| Drużyna 1        | Wynik dwumeczu | Drużyna 2              | Pierwszy mecz | Drugi mecz |
| ---------------- | -------------- | ---------------------- | ------------- | ---------- |
| CDNA Sofia       | 3:7            | Vasas                  | 2:1           | 1:6        |
| Rangers F.C.     | 4:3            | AS Saint-Étienne       | 3:1           | 1:2        |
| Stade Dudelange  | 1:14           | FK Crvena Zvezda       | 0:5           | 1:9        |
| Aarhus GF        | 3:0            | Glenavon               | 0:0           | 3:0        |
| Gwardia Warszawa | 4:41           | Wismut Karl Marx Stadt | 3:1           | 1:3        |
| Sevilla FC       | 3:1            | SL Benfica             | 3:1           | 0:0        |
| Shamrock Rovers  | 2:9            | Manchester United      | 0:6           | 2:3        |
| A.C. Milan       | 6:62           | Rapid Wiedeń           | 4:1           | 2:5        |

1 Wismut Karl Marx Stadt awansował do 1. rundy, dzięki rzutowi monetą, po trzecim spotkaniu z Gwardią Warszawa, który został przerwany po 100 minutach z powodu awarii oświetlenia.
2 Milan wygrał z Rapidem Wiedeń 4-2 w trzecim decydującym o awansie do 1. rundy meczu.

### Pierwsze mecze
| 04.09.1957 | CSKA Sofia · Milanow 2', 38' | 2:12:0 | Vasas · Bundzsák 53' | Stadion Wasyla Lewskiego, Sofia Widzów: 50.000 Sędzia: Erich Steiner |
|            |                              |        |                      |                                                                      |

| 04.09.1957 | Rangers · Kichenbrand 19' · Scott 47' · Simpson 82' | 3:11:1 | AS Saint-Étienne · Mekloufi 14' | Ibrox Park, Glasgow Widzów: 85.000 Sędzia: Leo Helge |
|            |                                                     |        |                                 |                                                      |

| 12.09.1956 | Stade Dudelange | 0:50:2 | FK Crvena Zvezda · Kostić 11', 16' · Rudinski 47', 55' · Mitić 87' | Stade Josy Barthel, Luksemburg Widzów: 8.000 Sędzia: Armando Marchetti |
|            |                 |        |                                                                    |                                                                        |

| 11.09.1957 | Aarhus GF | 0:0 | Glenavon F.C. | Århus Stadion, Århus Widzów: 14.000 Sędzia: Willem Beltman |
|            |           |     |               |                                                            |

| 11.09.1957 | Gwardia Warszawa · Baszkiewicz 49' · Lewandowski 59' · Gawroński 88' | 3:10:0 | Wismut Karl Marx Stadt · M. Kaiser 79' | Stadion Wojska Polskiego, Warszawa Widzów: 30.000 Sędzia: Jindřich Karas |
|            |                                                                      |        |                                        |                                                                          |

| 19.09.1957 | Sevilla FC · Pahuet 46' · Antoniet 59' · Pepillo 79' | 3:10:0 | SL Benfica · Palmeiro 48' | Estadio Ramón Sánchez Pizjuán, Sewilla Widzów: 40.000 Sędzia: Jean-Louis Groppi |
|            |                                                      |        |                           |                                                                                 |

| 25.09.1957 | Shamrock Rovers | 0:60:1 | Manchester United · Whelan 36', 51' · Taylor 56', 80' · Berry 85' · Pegg 86' | Dalymount Park, Dublin Widzów: 45.000 Sędzia: Lucien Van Nuffel |
|            |                 |        |                                                                              |                                                                 |

| 02.10.1957 | Milan · Grillo 1' · Bean 8' · Höltl 74' (sam.) · Mariani 82' | 4:12:0 | Rapid Wiedeń · Dienst 58' | San Siro, Mediolan Widzów: 15.000 Sędzia: José Blanco Pérez |
|            |                                                              |        |                           |                                                             |

### Rewanże
| 03.10.1957 | Vasas · Csordás 35', 38', 51' · Berendi 48' · Bundzsák 68' · Szilágyi 89' | 6:12:1 | CSKA Sofia · Panajotow 25' | Népstadion, Budapeszt Widzów: 30.000 Sędzia: Alfred Grill |
|            |                                                                           |        |                            |                                                           |

| 25.09.1957 | AS Saint-Étienne · Ferrier 18' · Oleksiak 72' | 2:11:0 | Rangers · Wilson 72' | Stade Geoffroy-Guichard, Saint-Étienne Widzów: 29.517 Sędzia: Aksel Asmussen |
|            |                                               |        |                      |                                                                              |

| 02.10.1957 | FK Crvena Zvezda · Cokić 5', 38', 66', 69' · Mitić 10' · Kostić 17', 29', 30', 33' | 9:17:1 | Stade Dudelange · Rongoni 31' | JNS Stadion, Belgrad Widzów: 1.500 Sędzia: Cesare Jonni |
|            |                                                                                    |        |                               |                                                         |

| 25.09.1957 | Glenavon F.C. | 0:3 | Aarhus GF · Kjær 13', 45' · Jensen 40' | Windsor Park, Belfast Widzów: 33.000 Sędzia: Johan Heinrich Martens |
|            |               |     |                                        |                                                                     |

| 13.10.1957 | Wismut Karl Marx Stadt · M. Kaiser 10' · S. Kaiser 35', 74' | 3:12:0 | Gwardia Warszawa · Baszkiewicz 60' | Otto Grotewohl Stadion, Aue Widzów: 20.000 Sędzia: Karol Galba |
|            |                                                             |        |                                    |                                                                |

| 15.10.1957 | Wismut Karl Marx Stadt · Tröger 90' | 1:10:1 | Gwardia Warszawa · Szarzyński 3' | Friedrich-Ludwig-Jahn-Sportpark, Berlin Widzów: 15.000 Sędzia: Václav Korelus |
|            |                                     |        |                                  |                                                                               |

1. ↑  dodatkowy mecz

| 26.09.1957 | SL Benfica | 0:0 | Sevilla FC | Estádio da Luz, Lizbona Widzów: 50.000 Sędzia: Pierre Schwinte |
|            |            |     |            |                                                                |

| 02.10.1957 | Manchester United · Viollet 5', 60' · Pegg 20' | 3:21:0 | Shamrock Rovers · McCann 55' · Hamilton 66' | Old Trafford, Manchester Widzów: 33.754 Sędzia: Albert Alsteen |
|            |                                                |        |                                             |                                                                |

| 09.10.1957 | Rapid Wiedeń · A. Körner 1' · Dienst 31' · Bertalan 57' · Riegler 61' · Hanappi 79' | 5:22:1 | Milan · Grillo 20' · Bean 76' | Praterstadion, Wiedeń Widzów: 25.000 Sędzia: Daniel Zariquiegui |
|            |                                                                                     |        |                               |                                                                 |

| 30.10.1957 | Milan · Bean 8', 83' · Bergamaschi 41' · Schiaffino 55' | 4:22:1 | Rapid Wiedeń · Happel 37' (k.) · Bertalan 72' | Hardturm, Zurych Widzów: 26.000 Sędzia: Daniel Mellet |
|            |                                                         |        |                                               |                                                       |

1. ↑  dodatkowy mecz

## I runda
| Drużyna 1              | Wynik dwumeczu | Drużyna 2        | Pierwszy mecz | Drugi mecz |
| ---------------------- | -------------- | ---------------- | ------------- | ---------- |
| Royal Antwerp          | 1:8            | Real Madryt      | 1:2           | 0:6        |
| IFK Norrköping         | 3:4            | FK Crvena Zvezda | 2:2           | 1:2        |
| Wismut Karl Marx Stadt | 1:4            | AFC Ajax         | 1:3           | 0:1        |
| BSC Young Boys         | 2:3            | Vasas            | 1:1           | 1:2        |
| Manchester United      | 3:1            | Dukla Praga      | 3:0           | 0:1        |
| Sevilla FC             | 4:2            | AGF              | 4:0           | 0:2        |
| Borussia Dortmund      | 5:51           | CCA Bukareszt    | 3:1           | 2:4        |
| Rangers F.C.           | 1:6            | A.C. Milan       | 1:4           | 0:2        |

1 Borussia Dortmund wygrała z CCA Bukareszt 3–1 w trzecim decydującym o awansie do 2. rundy meczu.

### Pierwsze mecze
| 31.10.1957 | Royal Antwerp · De Backer 58' | 1:20:1 | Real Madryt · Di Stéfano 15', 60' | Bosuilstadion, Antwerpia Widzów: 45.000 Sędzia: Dean Harzic |
|            |                               |        |                                   |                                                             |

| 02.11.1957 | IFK Norrköping · Håkansson 75' · Källgren 85' | 2:20:0 | FK Crvena Zvezda · Toplak 88' · Kostić 90' | Idrottsparken, Norrköping Widzów: 10.893 Sędzia: Józef Kowal |
|            |                                               |        |                                            |                                                              |

| 20.11.1957 | Wismut Karl Marx Stadt · Müller 87' | 1:30:2 | Ajax · van der Kuil 5', 62' · Bleijenberg 17' | Otto Grotewohl Stadion, Aue Widzów: 30.000 Sędzia: Alfred Grill |
|            |                                     |        |                                               |                                                                 |

| 20.11.1957 | BSC Young Boys · Wechselberger 7' | 1:11:0 | Vasas SC · Csordás 90' | Stade des Charmilles, Genewa Widzów: 20.000 Sędzia: Giulio Campanati |
|            |                                   |        |                        |                                                                      |

| 20.11.1957 | Manchester United · Webster 63' · Taylor 65' · Pegg 79' | 3:00:0 | Dukla Praga | Old Trafford, Manchester Widzów: 60.000 Sędzia: Werner Treichel |
|            |                                                         |        |             |                                                                 |

| 27.11.1957 | Sevilla FC · Antoniet 8' · Loren 24', 52' | 4:03:0 | Aarhus GF | Estadio Nervión, Sewilla Widzów: 40.000 Sędzia: Gaston Grandain |
|            |                                           |        |           |                                                                 |

| 27.11.1957 | Borussia Dortmund · Peters 35', 62', 64' · Niepieklo 66' | 4:21:1 | CCA Bukareszt · Zavoda 43' · Bone 50' | Stadion Rote Erde, Dortmund Widzów: 42.000 Sędzia: John Mowatt |
|            |                                                          |        |                                       |                                                                |

| 27.11.1957 | Rangers · Murray 32' | 1:41:0 | Milan · Grillo 74', 84' · Baruffi 80' · Bean 86' | Ibrox Park, Glasgow Widzów: 85.000 Sędzia: Manuel Asensi Martín |
|            |                      |        |                                                  |                                                                 |

### Rewanże
| 28.11.1957 | Real Madryt · Rial 2', 4', 41' · Marsal 52' · Kopa 79' · Gento 89' | 6:03:0 | Royal Antwerp | Estadio Santiago Bernabéu, Madryt Widzów: 72.245 Sędzia: Louis Fauquembergue |
|            |                                                                    |        |               |                                                                              |

| 23.11.1957 | FK Crvena Zvezda · Spajić 75', 88' | 2:10:1 | IFK Norrköping · Backman 16' | JNS Stadion, Belgrad Widzów: 20.000 Sędzia: Włodzmierz Storoniak |
|            |                                    |        |                              |                                                                  |

| 27.11.1957 | Ajax · Ouderland 79' | 1:00:0 | Wismut Karl Marx Stadt | Stadion Olimpijski, Amsterdam Widzów: 23.000 Sędzia: Alfred Grill |
|            |                      |        |                        |                                                                   |

| 30.11.1957 | Vasas SC · Csordás 8', 12' | 2:12:0 | BSC Young Boys · Schneiter 89' | Népstadion, Budapeszt Widzów: 20.000 Sędzia: Francesco Liverani |
|            |                            |        |                                |                                                                 |

| 04.12.1957 | Dukla Praga · Dvořák 17' | 1:00:0 | Manchester United | Stadion Strahov, Praga Widzów: 30.000 Sędzia: Werner Treichel |
|            |                          |        |                   |                                                               |

| 04.12.1957 | Aarhus GF · Jensen 41', 86' | 2:01:0 | Sevilla FC | Århus Stadion, Århus Widzów: 18.000 Sędzia: Aloïs Smidts |
|            |                             |        |            |                                                          |

| 08.12.1957 | CCA Bukareszt · Tătaru 17' · Constantin 25' · Alecsandrescu 45' | 3:1 | Borussia Dortmund · Niepieklo 12' | Stadion 23 sierpnia, Bukareszt Widzów: 60.000 Sędzia: Lajos Pósa |
|            |                                                                 |     |                                   |                                                                  |

| 29.12.1957 | Borussia Dortmund · Dulz 15' · Kelbassa 62' · Preißler 79' | 3:11:1 | CCA Bukareszt · Cacoveanu 35' | Stadio Comunale, Bolonia Widzów: 8.000 Sędzia: Cesare Jonni |
|            |                                                            |        |                               |                                                             |

1. ↑  dodatkowy mecz

| 11.12.1957 | Milan · Baruffi 37' · Galli 48' | 2:01:0 | Rangers | Arena Civica, Mediolan Widzów: 5.000 Sędzia: José María Ortiz de Mendibil |
|            |                                 |        |         |                                                                           |

## 1/4 finału
| Drużyna 1         | Wynik dwumeczu | Drużyna 2        | Pierwszy mecz | Drugi mecz |
| ----------------- | -------------- | ---------------- | ------------- | ---------- |
| Real Madryt       | 10:2           | Sevilla FC       | 8:0           | 2:2        |
| Manchester United | 5:4            | FK Crvena Zvezda | 2:1           | 3:3        |
| AFC Ajax          | 2:6            | Vasas            | 2:2           | 0:4        |
| Borussia Dortmund | 2:5            | A.C. Milan       | 1:1           | 1:4        |

### Pierwsze mecze
| 23.01.1958 | Real Madryt · Di Stéfano 10', 54' (k.), 85', 88' · Kopa 43' · Marsal 48' · Gento 81' | 8:02:0 | Sevilla FC | Estadio Santiago Bernabéu, Madryt Widzów: 76.796 Sędzia: Lucien Van Nuffel |
|            |                                                                                      |        |            |                                                                            |

| 14.01.1958 | Manchester United · Charlton 65' · Colman 81' | 2:10:1 | FK Crvena Zvezda · Tasić 35' | Old Trafford, Manchester Widzów: 60.000 Sędzia: Marcel Lequesne |
|            |                                               |        |                              |                                                                 |

| 14.01.1958 | Ajax · Ouderland 31', 42' | 2:22:0 | Vasas SC · Bundzsák 73', 82' | Stadion Olimpijski, Amsterdam Widzów: 35.000 Sędzia: Günther Ternieden |
|            |                           |        |                              |                                                                        |

| 12.02.1958 | Borussia Dortmund · Bergamaschi 90' (sam.) | 1:10:1 | Milan · Galli 44' | Stadion Rote Erde, Dortmund Widzów: 28.000 Sędzia: Arthur Edward Ellis |
|            |                                            |        |                   |                                                                        |

### Rewanże
| 23.02.1958 | Sevilla FC · Payá 22' · Pahuet 29' | 2:22:0 | Real Madryt · Pereda 48', 62' | Estadio Nervión, Sewilla Widzów: 25.000 Sędzia: Albert Alsteen |
|            |                                    |        |                               |                                                                |

| 05.02.1958 | FK Crvena Zvezda · Kostić 46', 58' · Tasić 50' (k.) | 3:30:3 | Manchester United · Viollet 2' · Charlton 30', 31' | JNS Stadion, Belgrad Widzów: 52.000 Sędzia: Karl Kainer |
|            |                                                     |        |                                                    |                                                         |

| 26.02.1958 | Vasas SC · Bundzsák 7' · Szilágyi 9', 39' · Csordás 29' | 4:0 | Ajax | Népstadion, Budapeszt Widzów: 70.000 Sędzia: Borče Nedelkovski |
|            |                                                         |     |      |                                                                |

| 26.03.1958 | Milan · Cucchiaroni 11' · Liedholm 21' · Galli 63' · Grillo 86' | 4:12:1 | Borussia Dortmund · Preißler 37' | San Siro, Mediolan Widzów: 25.000 Sędzia: Arthur Edward Ellis |
|            |                                                                 |        |                                  |                                                               |

## 1/2 finału
| Drużyna 1         | Wynik dwumeczu | Drużyna 2  | Pierwszy mecz | Drugi mecz |
| ----------------- | -------------- | ---------- | ------------- | ---------- |
| Real Madryt       | 4:2            | Vasas      | 4:0           | 0:2        |
| Manchester United | 2:5            | A.C. Milan | 2:1           | 0:4        |

### Pierwsze mecze
| 02.04.1958 | Real Madryt · Di Stéfano 9', 42', 50' (k.) · Marsal 46' | 4:02:0 | Vasas | Estadio Santiago Bernabéu, Madryt Widzów: 120.000 Sędzia: Maurice Guigue |
|            |                                                         |        |       |                                                                          |

| 08.05.1958 | Manchester United · Viollet 39' · E. Taylor 80' (k.) | 2:11:1 | Milan · Schiaffino 24' | Old Trafford, Manchester Widzów: 44.480 Sędzia: Leo Helge |
|            |                                                      |        |                        |                                                           |

### Rewanże
| 16.04.1958 | Vasas · Bundzsák 25' · Csordás 53' (k.) | 2:01:0 | Real Madryt | Népstadion, Budapeszt Widzów: 100.000 Sędzia: Pierre Schwinte |
|            |                                         |        |             |                                                               |

| 14.05.1958 | Milan · Schiaffino 2', 77' · Liedholm 50' (k.) · Danova 65' | 4:01:0 | Manchester United | San Siro, Mediolan Widzów: 60.000 Sędzia: Albert Dusch |
|            |                                                             |        |                   |                                                        |

## Finał
| 28.05.1958 | Real Madryt · Di Stéfano 74' · Rial 79' · Gento 107' | 3:2 (dogr.)0:0 | Milan · Schiaffino 59' · Grillo 78' | Heysel, Bruksela Widzów: 67.000 Sędzia: Albert Alsteen |
|            |                                                      |                |                                     |                                                        |

| Real Madryt | Milan |

| REAL MADRYT:   |    |                    |
|                |    |                    |
| BR             | 1  | Juan Alonso (k)    |
| OB             | 2  | Ángel Atienza      |
| OB             | 3  | José Santamaría    |
| OB             | 4  | Rafael Lesmes      |
| OB             | 5  | Juan Santisteban   |
| PO             | 6  | José María Zárraga |
| PO             | 7  | Raymond Kopa       |
| PO             | 8  | Joseíto            |
| PO             | 9  | Alfredo Di Stéfano |
| NA             | 10 | Héctor Rial        |
| NA             | 11 | Francisco Gento    |
| Trener:        |    |                    |
| Luis Carniglia |    |                    |

| MILAN:         |    |                     |
|                |    |                     |
| BR             | 1  | Narciso Soldan      |
| OB             | 2  | Alfio Fontana       |
| OB             | 3  | Cesare Maldini      |
| OB             | 4  | Eros Beraldo        |
| OB             | 5  | Mario Bergamaschi   |
| PO             | 6  | Luigi Radice        |
| PO             | 7  | Giancarlo Danova    |
| PO             | 8  | Nils Liedholm (k)   |
| PO             | 9  | Juan Schiaffino     |
| NA             | 10 | Ernesto Grillo      |
| NA             | 11 | Ernesto Cucchiaroni |
| Trener:        |    |                     |
| Giuseppe Viani |    |                     |

## Czołowi strzelcy
10 goli
- Alfredo Di Stéfano (Real Madryt)

9 goli
- Bora Kostić (Crvena Zvezda)

8 goli
- Lajos Csordás (Vasas)

6 goli
- Dezső Bundzsák (Vasas)

5 goli
- Ernesto Grillo (Milan)

4 gole
- Jovan Čokić (Crvena Zvezda)
- Héctor Rial (Real Madryt)
- Dennis Viollet (Manchester United)